# Herrscher des Lichts
Herrscher des Lichts ist der dritte von zwölf geplanten Romanen im High-Fantasy-Zyklus Nebelgeboren des US-amerikanischen Autors Brandon Sanderson, von denen bisher (03/2022) sechs erschienen sind. Geplant ist eine Aufteilung in vier Trilogien, die jeweils in einem anderen Setting spielen. Er spielt in Sandersons fiktivem Kosmeer-Universum. Er wurde erstmals 2008 als The Hero of Ages von Tor veröffentlicht. Auf Deutsch ist der Roman in der Übersetzung durch Michael Siefener 2010 bei Heyne erschienen. Eine Neuauflage unter dem Titel Held aller Zeiten folgte 2019 bei Piper.

## Handlung
Der Held aller Zeiten ist der prophezeite Retter des Terris-Volkes, dem vorausgesagt wurde, dass er die Macht an der Quelle der Erhebung finden und in einer selbstlosen Tat wieder aufgeben wird, um die Welt vor dem Dunkelgrund zu retten. Die Terris-Prophezeiungen erwiesen sich jedoch als fehlerhaft. Die mächtige Kraft Ruin änderte die Rahmenbedingungen und konnte der Gefangenschaft durch die Quelle entkommen.
Ruin wollte die Welt sofort zerstören, aber seine Macht war zu schwach, da ein Teil davon vor langer Zeit von der gegnerischen Macht, der Erhaltung, erobert und versteckt worden war. Von der Quelle der Erhebung befreit, war es Ruin möglich, die Welt direkter zu beeinflussen. Er erhöht den Aschefall in den Aschebergen und ruft Erdbeben herbei. Er konnte auch Menschen beeinflussen und ganze Koloss-Armeen kontrollieren. Er nutzte seine tausendjährige Gefangenschaft, um seine Flucht und die anschließende Zerstörung der Welt zu planen.
Der Oberste Herrscher hat in Vorbereitung auf ein solches Ereignis in Höhlenkomplexen unter bestimmten Städten Lagerverstecke mit Ressourcen wie Nahrung und Wasser erstellt, von denen jedes einen versteckten Hinweis auf das nächste Depot enthält. Während Vin und Elant darum kämpfen, die verbleibenden Außenposten der Menschheit zu konsolidieren, suchen sie die Lagerverstecke und nach den Hinweisen, die der Oberste Herrscher auf das fehlende Atium-Versteck hinterlassen hat. Während sie von einem geheimen Versteck zum anderen reisen, beginnt die Welt selbst zu zerbröckeln. Asche wird in größeren Mengen ausgespuckt, während die merkwürdigen Nebel immer mehr Menschenopfer fordern. Die letzten beiden großen unbesiegten Städte sind Fadrex, das unter dem obligatorischen Yomen zur alten Struktur der Massenunterdrückung des Obersten Herrschers zurückgekehrt ist. Zusätzlich Urteau, eine Rebellenstadt, in der die Skaa frei sind, der Adel überwältigt ist, und ein ehemaliger Bürger mit dem Titel Quellion der erste Bürger, mit zunehmender Gewalt regiert.
Sazed versucht, diplomatische Beziehungen zum Volk von Urteau aufzubauen, während er weiterhin mit dem Trauma des kürzlichen Todes seiner Geliebten Tindwyl zu kämpfen hat. Er studiert Religionen, hat aber seinen eigenen Glauben verloren und sehnt sich danach eine Religion zu finden, die für ihn Sinn macht. Er und Weher arbeiten mit Spuki (der seltsame Fähigkeiten entwickelt hat) zusammen, um Elant dabei zu helfen, Urteau heimlich zu übernehmen. Währenddessen wird der Kandra TenSoon von den Kandra-Ältesten eingesperrt und zum Tode verurteilt. TenSoon versucht immer noch, sie davon zu überzeugen, dass die Kandra-Prophezeiungen des Weltuntergangs jetzt eintreten und dass sie mit den Menschen zusammenarbeiten müssen, um die Welt zu retten.
Vin und Elant versuchen, die Stadt Fadrex zu erobern und mehr darüber zu erfahren, wie ihre Welt funktioniert; Sie entdecken seltsame Muster in der Zahl der Menschen, die sterben, nachdem sie den Nebeln ausgesetzt waren, sowie Geheimnisse über die Kunst der Hämalurgie, die verwendet wird, um die Kolosse, die Kandra und die Inquisitoren zu erschaffen. Aus Angst, dass Ruin ihre Pläne entdecken könnte, können sie ihre Pläne nicht miteinander besprechen. Yomen, der König von Fadrex, nimmt Vin bei einer fehlgeschlagenen Infiltrationsmission gefangen. Elant, der keine andere Wahl hat, nimmt eine weitere Koloss-Armee unter seine Kontrolle, aber die letzten Überreste der Bewahrer erscheinen ihm und warnen ihn, die Stadt nicht anzugreifen. Am Rande des Angriffs entkommt Vin und Ruin offenbart seine Fähigkeit, die ultimative Kontrolle über die Kolosse zu erlangen. Ruin wendet die Kolosse gegen die menschlichen Armeen von Elant und Yomen, aber bevor er sie zerstören kann, lenkt Vin Ruins Aufmerksamkeit und Armeen nach Luthadel. Dort kämpfen Marsh und die verbleibenden Stahlinquisitoren (die unter Ruins Kontrolle stehen) gegen Vin. Am Rande seines Todes erlangt Marsh kurzzeitig die Kontrolle zurück und entfernt Vins Ohrring (der eigentlich eine hämalurgische Spitze ist), wodurch Vin die wahre Kraft der Nebel nutzen kann, die Kraft der Bewahrung. Vin steigt auf, um Bewahrerin zu werden, gefangen mit Ruin auf einer anderen Existenzebene und beobachtet die Welt.
Die Kandra akzeptieren schließlich ihren Untergang und Sazed findet seinen Glauben an die alte Terris-Religion und den Helden der Zeitalter. Urteau wird gerettet, mit großen körperlichen Kosten für Spuki, der entdeckt hat, dass Ruin ihn mit Hämalurgie beeinflusst hat. Elant führt die letzten Menschen in die Kandra-Heimat, die Gruben von Hathsin, wo Ruins Macht oder Körper gelagert wurde. Ruin hat Vin und Elant dazu verleitet, ihn zu seinem Körper zu führen, der sich als Atium-Versteck herausstellt, das die ganze Zeit in der Heimat der Kandra versteckt war. Elant führt einen verzweifelten vergeblichen Kampf gegen die Kolosse. Marsh erscheint erneut und stellt sich Elant gegenüber. Obwohl Elant mystische Hilfe von Vin erhält, die ihm unbegrenzte allomantische Kraft verleiht, schlägt Marsh Elant mit einer Axt in die Brust, was sich als tödlich erweist. Während er im Sterben liegt, enthüllt Elant, dass seine Soldaten den gesamten Körper von Ruin, das Atium, im Kampf niedergebrannt haben, sodass Ruin seine fehlende Kraft jetzt nie wiedererlangen kann. Vin erkennt, dass die Bewahrer sich selbst gegeben hat, um die Menschheit zu erschaffen, damit die Menschheit in der Lage wäre, sowohl die Fähigkeit der Bewahrung zu erschaffen als auch die Fähigkeit von Ruin zu zerstören. Vin hat beide Fähigkeiten in sich und greift Ruin direkt an, tötet sich selbst, zerstört aber auch Ruin.
Vin und viele andere dachten, sie sei die Heldin der Zeiten, aber es stellt sich heraus, dass der Held aller Zeiten der Terris-Bewahrer Sazed ist. Eine wichtige Prophezeiung, „Der Held wird die Zukunft der Welt auf seinen Armen tragen“, bezog sich auf den bewahrenden ferrochemischen Kupfergeist auf Sazeds Armen. Er nutzt das Wissen dieser in Kupfer gespeicherten Erinnerungen zusammen mit der kombinierten Kraft der gestorbenen Vin und Ruin. Die beiden Kräfte nutzt Sazed, um die Welt neu zu gestalten, die Sonne und die Planeten neu auszurichten, um die Welt zu stabilisieren, das Rot zu ändern, Vulkanökologie in ein neues Paradies aus blauem Himmel, grünem Laub, sanft wärmender Sonne und Regenbogenblumen zu verwandeln.
Spuki, Ham, Weher und die anderen Überlebenden übernehmen die Aufgabe in dieser neu reformierten Welt die Gesellschaft wieder aufzubauen.

## Charaktere
- Vin: Eine Halb-Skaa-Nebelgeborene, die den Obersten Herrscher getötet hat und die Erbin des Überlebenden ist. Sie hält sich für die Heldin aller Zeitalter und kämpft, um Luthadel vor ihren Feinden zu beschützen. Sie ist in einer Beziehung mit Elant.
- Elant Wager: Der König des Zentralen Dominiums und Anführer der Luthadel-Versammlung; ein Edelmann mit einem guten Herzen, der sich um die Menschen kümmert. Er ist in Vin verliebt.
- Sazed: Sazed Ein Bewahrer aus Terris, der sich gegen den Willen seines Volkes Kelsiers Mannschaft angeschlossen und mitgeholfen hat, das Letzte Reich zu stürzen. Ihn verband eine romantische Liebesbeziehung zu Tindwyl, und ihr Tod hat ihn in eine tiefe Depression gestürzt. Nun dient er als Hauptbotschafter für Elants Reich und wurde von Elant als Dritter in der Thronfolge eingesetzt, falls Elant und Vin sterben sollten.
- TenSoon: Ursprünglich war TenSoon Straff Wagers Kandra. Er wurde an Zane ausgeliehen, damit er Vin ausspionierte. TenSoon tötete OreSeur und nahm seinen Platz als Vins Gefährte ein. Er fasste Zuneigung zu ihr, obwohl er eigentlich alle Menschen hasste, und schließlich verriet er Zane – und brach damit seinen Vertrag –, um ihr zu helfen. Als Konsequenz dieser Tat kehrte er in sein Heimatland zurück und unterwarf sich der Bestrafung durch sein Volk. Er besitzt die Segnung der Gegenwart und auch die Segnung der Kraft, die er OreSeur gestohlen hat.
- Weher: Ein Besänftiger aus Kelsiers Mannschaft, jetzt einer von Elants wichtigsten Ratgebern und Diplomaten. Vom Rest der Mannschaft wird er als Halb-Skaa angesehen, was sie alle sind, aber in Wirklichkeit ist er Ladrian, ein reiner Adliger, der in seiner Jugend gezwungen war, sich im Untergrund zu verstecken.
- Quellion Herrscher von Urteau: Quellion sieht sich als reiner Anhänger des Überlebenden an und versucht Kelsiers Anordnung umzusetzen, den Adel zu stürzen und zu töten.
- Ruin: Ein uralter Gott aus Terris. Ruin ist die Macht der Zerstörung, der Entropie und des Verfalls in der Welt. Er war in der Nähe der Quelle der Erhebung eingekerkert und wurde von Vin unbeabsichtigt freigelassen. Ruins Macht ist noch nicht vollständig. Er beeinflusst die Welt auf subtile Weise, indem er seinen Dienern seine Wünsche einflüstert und die Texte von Dokumenten verändert. Texte, die in Metall eingeritzt sind, kann er jedoch nicht verändern.
- Spuki: Ein Zinnauge aus Kelsiers Mannschaft. Spuki ist ihr jüngstes Mitglied und war erst fünfzehn, als der Oberste Herrscher gestürzt wurde. Er ist Keulers Neffe und war früher berühmt für seine kaum verständliche Gossensprache. Nun dient er als Späher und Spion für Elant und ist in Urteau stationiert, wo er Informationen über die dortigen Rebellen sammelt.
- Lord Aradan Yomen: Ein Obligator aus Urteau, Angehöriger des Schatzamtes und politischer Gegner Cetts. Yomen übernahm die Macht in Fadrex – und in Cetts Königreich –, nachdem Cett zur Belagerung Luthadels aufgebrochen war.

## Begriffe
- Allomant: Ein Mensch, der Metalle in seinem Magen verbrennen kann und dadurch magische Fähigkeiten erhält. Je nach Art des verbrannten Metalls ergeben sich unterschiedliche Fähigkeiten.
- Atium: Seltenes Metall, dem extreme magische Fähigkeiten zugeschrieben wird.
- Bewahrer: Ferrochemiker aus Terris, die sich in einer Organisation sammelten. Sie haben es sich zur Aufgabe gemacht, Wissen generell und speziell das über alle Religionen zu bewahren. Sie wurden vom Obersten Herrscher gejagt und beinahe ausgelöscht.
- Dunkelgrund: Eine Bestie oder Kraft, die das Land vor den Zeiten des Obersten Herrschers und des Letzten Reiches bedrohte. Der Begriff entstammt den Überlieferungen von Terris, und der Held aller Zeiten war als derjenige prophezeit, der den Dunkelgrund besiegen würde.
- Held aller Zeiten: Mythische Retter aus dem Volk von Terris. Laut Prophezeiung wird er die Macht bei der Quelle der Erhebung ergreifen und wieder aufgeben, um die Wlt vor dem Dunkelgrund zu retten.
- Inquisitoren (Stahlinquisitoren): Eine Gruppe Kreaturen, die dem Obersten Herrscher als Priester dienten. Durch ihre Augen wurden stählerne Nägel getrieben. Sie waren ihm fanatisch ergeben und wurden vornehmlich dazu eingesetzt, um Skaa mit allomantischen Fähigkeiten zu jagen und zu töten. Sie besitzen die Fähigkeiten eines Nebelgeborenen und noch einige andere dazu.
- Kandras: Eine Rasse Geschöpfe, die den Leichnam einer Person in sich aufnehmen und ihn dann mit ihrem eigenen Fleisch nachbilden können. Deshalb werden sie auch als Gestaltwandler bezeichnet. Sie binden sich mit Verträgen an einen Menschen und dienen ihm; sie müssen mit Atium bezahlt werden.
- Nebeling: Ein Allomant, der nur ein einziges Metall verbrennen kann. Nebelinge sind viel häufiger anzutreffen als Nebelgeborene. (Anmerkung: In der Allomantie besitzt ein Allomant entweder eine oder alle Kräfte. Es gibt keine Zwischenstufen mit zwei oder drei Kräften.) Der Oberste Herrscher und seine Priester lehrten, es gebe nur acht Arten von Nebelingen, basierend auf den ersten acht allomantischen Metallen.
- Nebelgeborener: Allomant, der alle allomantischen Metalle verbrennen kann.
- Quelle der Erhebung: In den Überlieferungen von Terris ein mythologisches Zentrum der Macht. Die Quelle der Erhebung enthält eine Macht, die angezapft werden kann.
- Skaa: Die Unterschicht des Letzten Reiches. Ursprünglich stammen sie aus verschiedenen Völkern und Nationalitäten. Es gelang dem Obersten Herrscher aus ihnen im Laufe der Zeit eine Rasse von Sklavenarbeitern zu schaffen.

## Ausgaben
- The Hero of Ages. Tor, 2008, ISBN 978-0-7653-1689-9.
  - Herrscher des Lichts. Heyne, 2010, ISBN 978-3-453-52338-8.
  - Neuauflage: Held aller Zeiten. Piper, 2019, ISBN 978-3-492-70468-7.